# Arend Ludolf Wichers (1858-1914)
Arend Ludolf Wichers (Groningen, 5 oktober 1858 – Utrecht, 27 december 1914) was een Nederlands burgemeester.

## Biografie
Wichers was een lid van het patricische en deels adellijke geslacht Wichers en een zoon van rechter mr. Cornelis Bernard Wichers (1824-1868) en Geertrui Johanna Cornelia Wichers (1818-1909). Hij trouwde in 1892 te Laken (Brussel) met de 19-jarige Sara Anthonia de Jonge (1872-1942), uit welk huwelijk drie kinderen werden geboren. Wichers werd in 1888 benoemd tot burgemeester van Woubrugge; hij combineerde die functie met die van secretaris van de gemeente, maar die combinatie hield in 1889 op te bestaan. Per 1 december 1902 werd Wichers benoemd tot burgemeester van Oudewater hetgeen hij tot zijn overlijden zou blijven. Hij overleed in december 1914 op 56-jarige leeftijd in het diaconessenhuis te Utrecht.